# Með hækkandi sól
Með hækkandi sól è un brano musicale del gruppo musicale islandese Systur, pubblicato il 5 febbraio 2022 come parte della raccolta Söngvakeppnin 2022.

## Descrizione
Il 5 febbraio 2022 è stato reso noto che con Með hækkandi sól Sigga, Beta & Elín avrebbero preso parte all'imminente edizione dell'annuale Söngvakeppnin, rassegna canora utilizzata per selezionare il rappresentante islandese all'Eurovision Song Contest. Dopo aver superato la semifinale il successivo 26 febbraio, in occasione della finale del 12 marzo sono state incoronate vincitrici dal voto del pubblico, diventando di diritto le rappresentanti islandesi a Torino.
Nel maggio successivo, dopo essersi qualificate dalla prima semifinale, le Systur si sono esibite nella finale eurovisiva, dove si sono piazzate al 23º posto su 25 partecipanti con 20 punti totalizzati.

## Classifiche

### Classifiche settimanali
| Classifica (2022) | Posizione massima |
| ----------------- | ----------------- |
| Islanda           | 1                 |
| Lituania          | 38                |

### Classifiche di fine anno
| Classifica (2022) | Posizione |
| ----------------- | --------- |
| Islanda           | 17        |